# Calceolariaceae
Calceolariaceae — родина квіткових рослин порядку губоцвітих (Lamiales), яка нещодавно була виділена з Scrophulariaceae. Родина включає три роди, Calceolaria, Porodittia та Jovellana, але аналіз припускає, що монотипний Porodittia слід помістити в Calceolaria. Остання молекулярна філогенія, яка включала Calceolaria, показала не тільки те, що цей рід не належить до Scrophulariaceae (або будь-якої з численних родин, нещодавно відокремлених від Scrophulariaceae), але й те, що він є сестринською кладою для більшості інших родин Lamiales. Морфологічні та хімічні ознаки також підтверджують відокремлення Calceolariaceae від Scrophulariaceae та інших Lamiales. Деякі нещодавні дослідження підтвердили спорідненість між Calceolariaceae і Gesneriaceae. Враховуючи цей тісний зв'язок, деякі автори вважають за краще об'єднати цю родину в Gesneriaceae як підродину Calceolarioideae.